# Allocosa baulnyi
Allocosa baulnyi là một loài nhện trong họ wolfspinnen (Lycosidae).
Loài này thuộc chi Allocosa. Allocosa baulnyi được Eugène Simon miêu tả năm 1876.